# 4582 Hank
4582 Hank (1989 FW) là một tiểu hành tinh vành đai chính được phát hiện ngày 31 tháng 3 năm 1989 bởi Carolyn Shoemaker ở Palomar.